# Динамограф

Динамограма свердловини, що експлуатується штанговим насосом.

Динамограф (рос. динамограф; англ. dynamograph, recording dynamometer; нім. Dynamograph m) — прилад для автоматичного записування результатів вимірювання сили. 

## Приклади використання

### Нафтогазовидобувна промисловість
У нафтовій промисловості використовують в основному гідравлічні динамографи, що установлюються в затискачах линвової підвіски колони штанг. Межі вимірювання становлять динамографа від 20 до 100 кн.
Динамографія роботи штангових глибинно-насосних установок дозволяє діагностувати реальний режим роботи штангових глибинно-насосних установок, їх можливі несправності та використовується практично у всіх нафтовидобувних районах планети.